# Al pastor

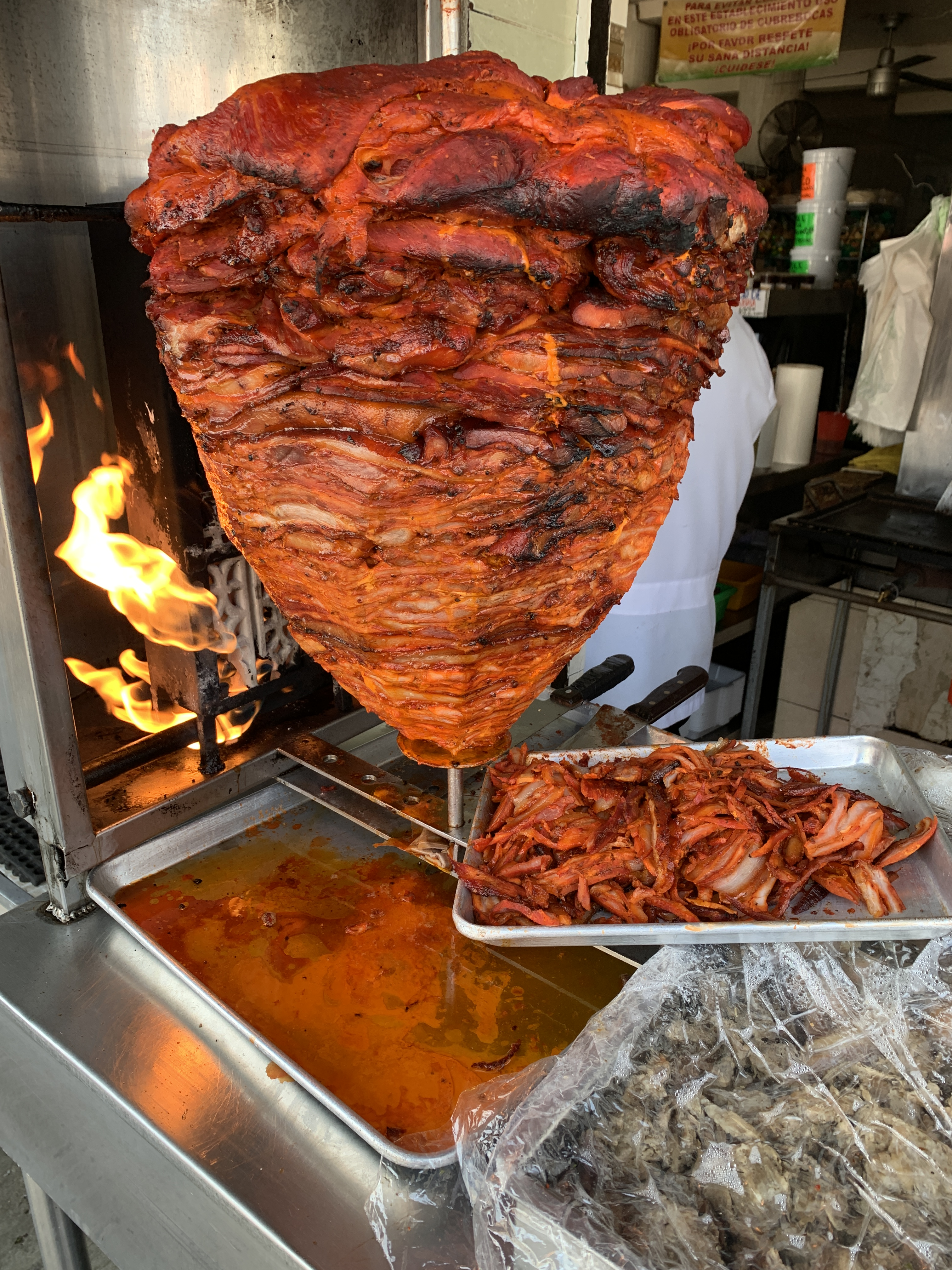
Espeto de carne al pastor.

Al pastor (do espanhol, "estilo pastor"), é uma preparação de fatias de carne de porco grelhada no espeto originárias da região de Puebla, no México Central, embora hoje seja um item de menu comum encontrado em taquerías em todo o México. O método de preparar e cozinhar al pastor tem como base o shawarma de cordeiro trazido pelos imigrantes libaneses para a região.   Al pastor apresenta um perfil de sabor que usa a tradicional adobada (marinada) mexicana. É uma comida de rua popular que se espalhou para os Estados Unidos. Em alguns lugares do norte do México e litoral do México, como em Baja California, México, é conhecido como taco de trompo ou taco de adobada. Um prato semelhante também de Puebla, que usa uma combinação de especiarias do Oriente Médio e ingredientes indígenas do centro mexicano, é chamado de tacos árabes. 

## História
Durante o século XIX, variações de um prato de carne grelhada verticalmente, agora conhecido por vários nomes, começaram a se espalhar por todo o Império Otomano. A versão libanesa, shawarma, foi trazida para o México no final do século 19 e início do século 20 por uma onda de imigrantes libaneses, principalmente cristãos, como os maronitas, que não têm restrições alimentares religiosas para comer carne de porco. Na década de 1960, descendentes mexicanos desses imigrantes começaram a abrir seus próprios restaurantes e combinar sua herança com a culinária mexicana.  Sendo derivado de shawarma, também é semelhante ao döner kebab turco e aos gyros gregos.

## Preparação
A carne de porco é marinada em uma combinação de pimentas secas, especiarias, abacaxi e tipicamente pasta de urucu, depois cozida lentamente com carvão ou chama de gás em uma churrasqueira vertical chamada trompo, a carne é raspada enquanto a parte externa é dourada e transformada em tacos. Guajillo chile, alho, cominho, cravo, louro e vinagre são ingredientes comuns, com canela, orégano mexicano seco, coentro e pimenta-preta encontrados em muitas variantes.  A carne é cortada em fatias finas do espeto com uma faca grande em uma pequena tortilha de milho e servida com cebola picada, coentro e abacaxi em cubos. Uma fatia de limão ou lima e uma salsa são condimentos opcionais. Esta carne também é um ingrediente comum em gringas, alambres, huaraches, tortas, burritos e pizzas.

## Variedades

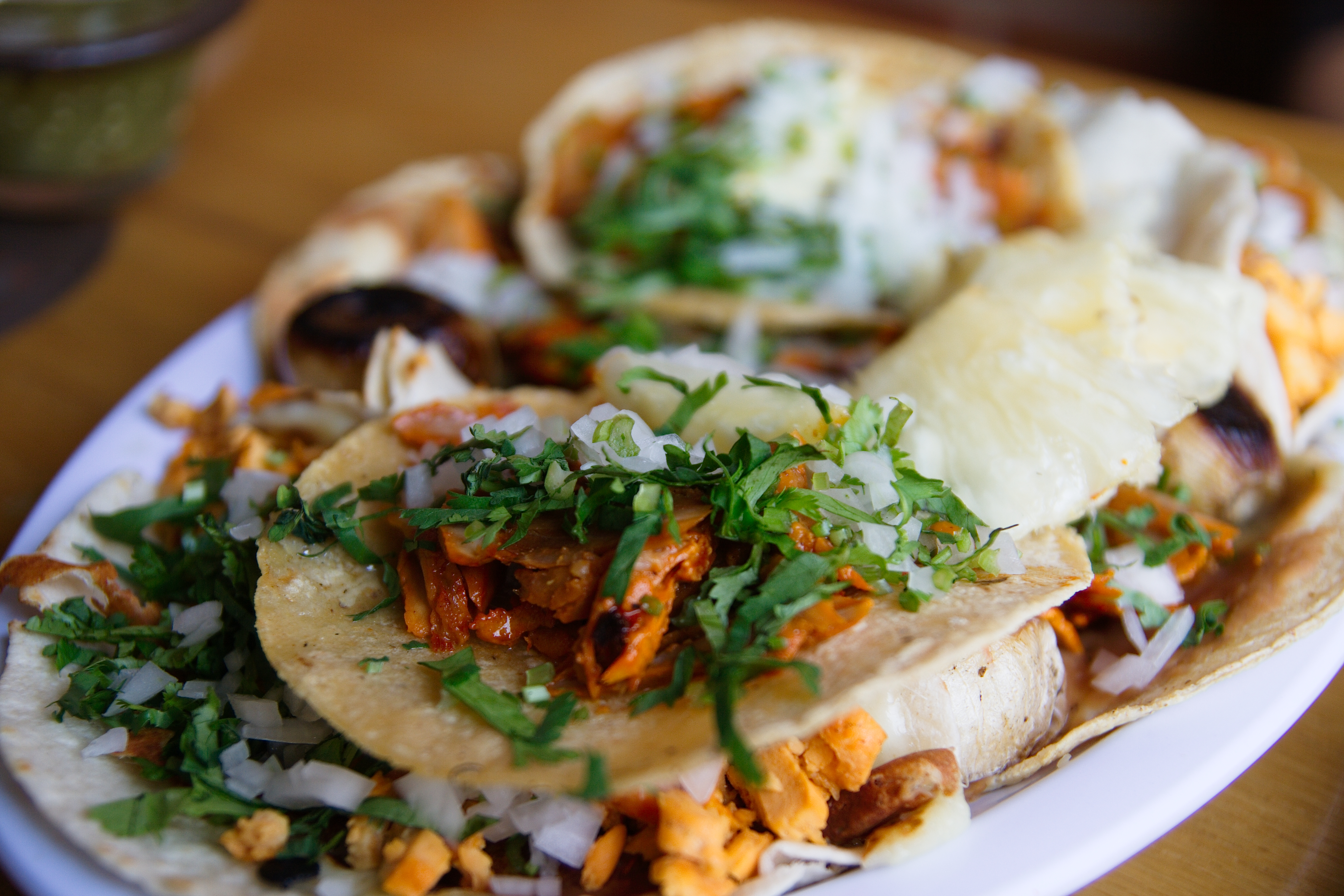
Prato de tacos al pastor

Em alguns lugares do norte do México, como Nuevo León, Durango e Chihuahua, estes são geralmente chamados tacos de trompo se servidos em tortilhas de milho e gringas se forem servidos com queijo em tortillas de farinha.